# Bad Santa
Bad Santa (bra: Papai Noel às Avessas; prt: Bad Santa - O Anti-Pai Natal) é um filme de comédia teuto-estadunidense de 2003, dirigido por Terry Zwigoff. É estrelado por Billy Bob Thornton como um excêntrico Papai Noel que se reúne uma vez por ano com seu parceiro (Tony Cox) para roubar lojas na véspera de Natal.

## Elenco
- Billy Bob Thornton ... Willie T. Stokes
- Tony Cox ... Marcus
- Brett Kelly ... Thurman Merman
- Lauren Graham ... Sue
- Lauren Tom ... Lois
- Bernie Mac ... Gin Slagel
- John Ritter ... Bob Chipeska
- Octavia Spencer ... Opal
- Cloris Leachman ... Granny (não creditado)
- Alex Borstein ... mãe Milwaukee
- Billy Gardell ... guarda de Milwaukee
- Bryan Callen ... bartender de Miami
- Tom McGowan ... Harrison
- Ajay Naidu ... Imigrante indiano
- Ethan Phillips ... Roger Merman
- Matt Walsh ... Herb (não creditado)
- Max Van Ville ...
- Ryan Pinkston ...
- Curtis Taylor ... policial
- Sheriff John Bunnell ... chefe de polícia

## Recepção
No consenso do agregador de críticas Rotten Tomatoes diz que "a comédia de humor negro gloriosamente rude e alegremente ofensiva (...) não é para todos, mas os grinches vão acha-lo ruidosamente engraçado." Na pontuação onde a equipe do site categoriza as opiniões da grande mídia e da mídia independente apenas como positivas ou negativas, o filme tem um índice de aprovação de 78% calculado com base em 219 comentários dos críticos. Por comparação, com as mesmas opiniões sendo calculadas usando uma média aritmética ponderada, a nota alcançada é 6,8/10.